# تاريخ الهندسة الإنشائية

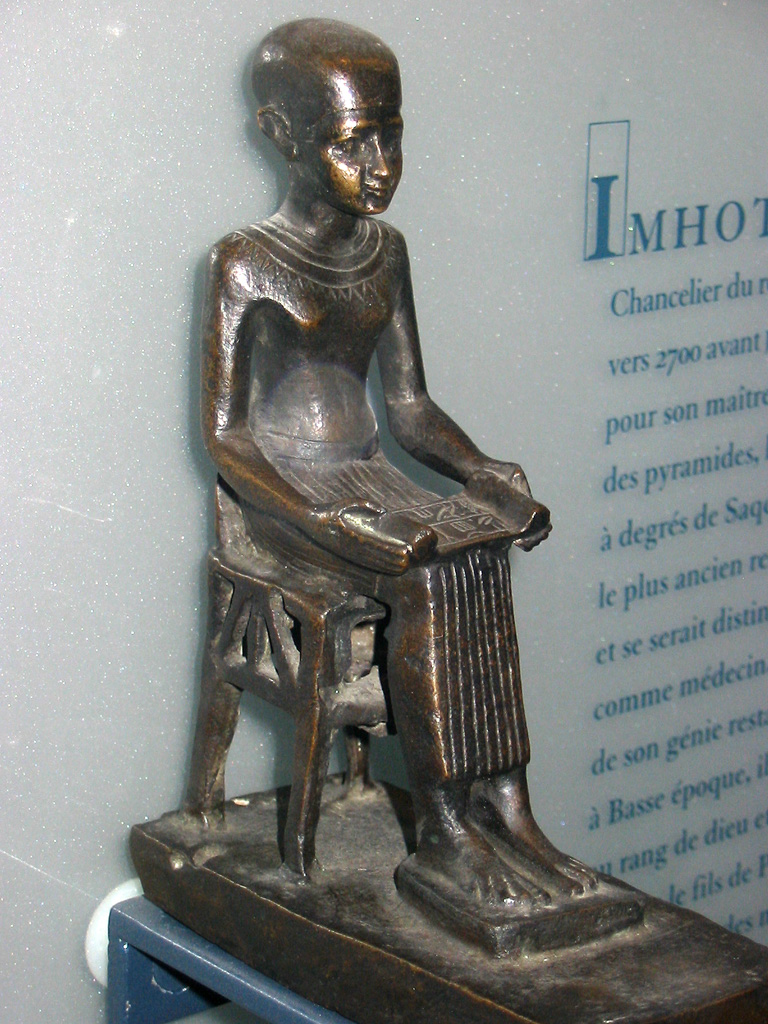

يرجع تاريخ الهندسة الإنشائية إلى 2700 ق.م. على الأقل عندما بني الهرم للفرعون جوسر على يد إمحوتب، المهندس المعماري الأول في التاريخ المعروف. وكانت الأهرامات أكثر البنى الرئيسية شيوعًا في أبنية الحضارات القديمة، لأنها شكل هيكلي يتسم بالاستقرار بطبيعته، ويمكن قياسه إلى ما لا نهاية تقريبا (خلافًا لمعظم الأشكال الهيكلية الأخرى، التي لا يمكن زيادتها بمقدار خطي يتناسب مع الأحمال المتزايدة).
ومن بين الإنجازات الهندسية البارزة الأخرى التي ما زالت قيد الاستخدام اليوم نظام إدارة المياه بالقنوات. طورت تكنولوجيا القنوات في زمن الميديين، سلف الإمبراطورية الفارسية (إيران اليوم)، والتي لديها أقدم وأطول قناة (منذ أكثر من 3000 سنة، وطولها أكثر من 71 كيلومترًا)، والتي انتشرت أيضا إلى ثقافات أخرى كانت على اتصال بالفارسية.
على مر التاريخ القديم والقرون الوسطى، كانت معظم أعمال التصميم المعماري والإنشاء مصممة من الحرفيين، كالمختصين بأبنية الحجارة والنجارين، وارتقت إلى دور البناء الرئيسي. لم توجد أي نظرية تتعلق بالإنشاءات، وكان فهم الكيفية التي تصمد بها المنشآت محدودًا للغاية، ويستند بشكل شبه كامل إلى أدلة تجريبية على «ما نجح من قبل». وكانت البنى متكررة، وكانت الزيادات في الحجم تدريجية.
لا توجد أي سجلات تتعلق بالحسابات الأولى لقوة العناصر الإنشائية أو سلوك المواد الإنشائية، لكن مهنة الهندسة الإنشائية لم تتشكل إلا في الثورة الصناعية وبعد إعادة اختراع الخرسانة. بدأت العلوم الفيزيائية التي تقوم عليها الهندسة الإنشائية في مجاراة عصر النهضة، وظلت تتطور منذ ذلك الحين.

## التطوير المبكر للهندسة الإنشائية
بدأ التاريخ المسجل للهندسة الإنشائية مع المصريين القدماء. وفي القرن السابع والعشرين قبل الميلاد، كان إمحوتب أول مهندس إنشائي معروف بالاسم، وشيد هرم الخطوة الأول في مصر. في القرن السادس والعشرين قبل الميلاد، بني هرم الجيزة الأكبر في مصر. ظل أكبر بناء من صنع الإنسان منذ آلاف السنين، واعتبر عملاً لا يمكن تجاوزه في الهندسة المعمارية حتى القرن التاسع عشر الميلادي.
يرجع فهم القوانين الفيزيائية التي تقوم عليها الهندسة الإنشائية في العالم الغربي إلى القرن الثالث قبل الميلاد، عندما نشر أرخميدس عمله توازن المستويات في كتابين، ويحدد قانون الرافعة، قائلًا:
«الأوزان المتساوية على مسافات متساوية هي في حالة توازن، والأوزان المتساوية على مسافات غير متساوية ليست في حالة توازن وتميل نحو الوزن الذي يكون على مسافة أكبر».
استخدم أرخميدس المبادئ المشتقة لحساب مناطق ومراكز الجاذبية لمختلف الأشكال الهندسية بما في ذلك المثلثات، والمربعات، والمنحنيات. عمل أرخميدس هذا، وعمله في حساب التفاضل والتكامل والهندسة، والهندسة الإقليدية، يدعم الكثير من الرياضيات وفهم المنشآت في الهندسة الإنشائية الحديثة.
قدم الرومان القدماء الكثير من الإسهامات في الهندسة الإنشائية، وكانو رواد الأبنية الكبيرة في البناء والخرسانة، والتي ما زال الكثير منها قائمًا حتى اليوم. وتشمل هذه المنشآت الأعمدة، والمنارات، والجدران الدفاعية، والموانئ. وسُجلت أساليبهم من فيتروفيوس في كتابه «دي أركيتورا» في 25 قبل الميلاد، وهو دليل للهندسة المدنية والإنشائية يحتوي على أقسام واسعة عن المواد والآلات المستخدمة في البناء. أحد أسباب نجاحهم هو تقنيات المسح الدقيقة التي يعتمدونها.
وبعد قرون، وتحديدًا في القرنين 15 و16، وعلى الرغم من غياب نظرية الجسور والتفاضل والتكامل، أنتج ليوناردو دا فينشي العديد من التصاميم الهندسية القائمة على الملاحظات العلمية والدقة، بما في ذلك تصميم جسر يمتد عبر القرن الذهبي. وعلى الرغم من رفض التصميم في ذلك الوقت، حُكم عليه منذ ذلك الحين بأنه ممكن عمليا وإنشائيًّا.
وضع غاليليو غاليلي وروبرت هوك وإسحاق نيوتن أسس الهندسة الإنشائية الحديثة في القرن السابع عشر بعد نشرهم ثلاثة أعمال علمية عظيمة. وفي عام 1638، نشر غاليليو حوارات تتعلق بعلمين جديدين، توجز علوم قوة المواد وحركة الأشياء (التي تعرف الجاذبية أساسًا بأنها قوة تؤدي إلى تسارع مستمر). وكان ذلك أول إنشاء لنهج علمي للهندسة الإنشائية. ويعتبر هذا أيضًا بداية التحليل الإنشائي، والتمثيل الرياضي، وتصميم هياكل المنشآت.

## التطوّر الحديث في الهندسة الإنشائيّة
على مدى أواخر القرن التاسع عشر وأوائل القرن العشرين، تطورت علوم المواد والتحليل الإنشائي بسرعة هائلة.
في نهاية القرن التاسع عشر، في عام 1873، قدم كارلو ألبرتو كاستيجليانو رسالته «إنتورنو آي سيستيمي لاسيتي»، التي تحتوي على مبرهنة لحساب الإزاحة على أنها مشتقة جزئية لطاقة الإجهاد.
وفي عام 1824، حصل المهندس جوزيف أسبدين على براءة اختراع للأسمنت البولندي، براءة الاختراع البريطانية رقم 5022. وعلى الرغم من وجود أشكال مختلفة من الأسمنت بالفعل (استخدم الرومان أسمنت بوزولاني في عام 100 قبل الميلاد، وحتى في وقت سابق لدى الحضارات الإغريقية والصينية القديمة) كانت شائعة الاستخدام في أوروبا منذ الخمسينات. استخدم آسبدين مواد رخيصة شائعة الاستخدام مما جعل البناء الخرساني أفضل من ناحية اقتصادية.
أصبح العمل في المنشآت المعدنية من الصلب ممكنا في الخمسينات عندما طور هنري بيسمر عملية بيسمر لإنتاج الحديد الصلب. وحصل على براءات اختراع للعملية في عامي 1855 و1856 وأنهى بنجاح عملية تحويل الحديد المصبوب إلى صلب عام 1858.
وخلال أواخر القرن التاسع عشر، أُحرِز تقدم كبير في استخدام الحديد المصبوب، واستبدال الحديد المطاوع تدريجيا كمادة اختيارية. كان ديترينجتون فلاكس ميل في شروزبري الذي صممه تشارلز باج أول مبنى في العالم ذو إطار حديدي داخلي. بني في عام 1797. وفي عام 1792، حاول وليام ستروت بناء طاحونة مقاومة للحريق في بيلبر في ديربي (بيلبر ويست ميل)، مستخدمًا أعمدة الحديد المصبوب وعوارض الأخشاب في أعماق أقواس الطوب التي شكلت الأرض.
وفي أواخر القرن التاسع عشر، طور المهندس الإنشائي الروسي فلاديمير شوكوف أساليب تحليل المنشآت التي تتعرض للشد، والهياكل ذات القشرة الر قيقة، والهياكل المشتبكة، والأشكال الهندسية الجديدة مثل الهياكل ذات الأقطاب العالية.
أما الخرسانة مسبقة الإجهاد، التي أوجدها أوجين فريسينيت ببراءة اختراع في عام 1928، أعطت نهجا جديدا في التغلب على ضعف المنشآت الملموسة في ضغط الشد. وفي عام 1908، انشأ فريسينيت قوسا تجريبيا مسبق الإجهاد، ثم استخدم التكنولوجيا في وقت لاحق في شكل محدود في جسر بلوغستيل في فرنسا في عام 1930. و تابع بناء ستة جسور خرسانية مسبقة الإجهاد عبر نهر مارن، ورسخ التكنولوجيا بشكل ثابت.